# Thermisch verzinken

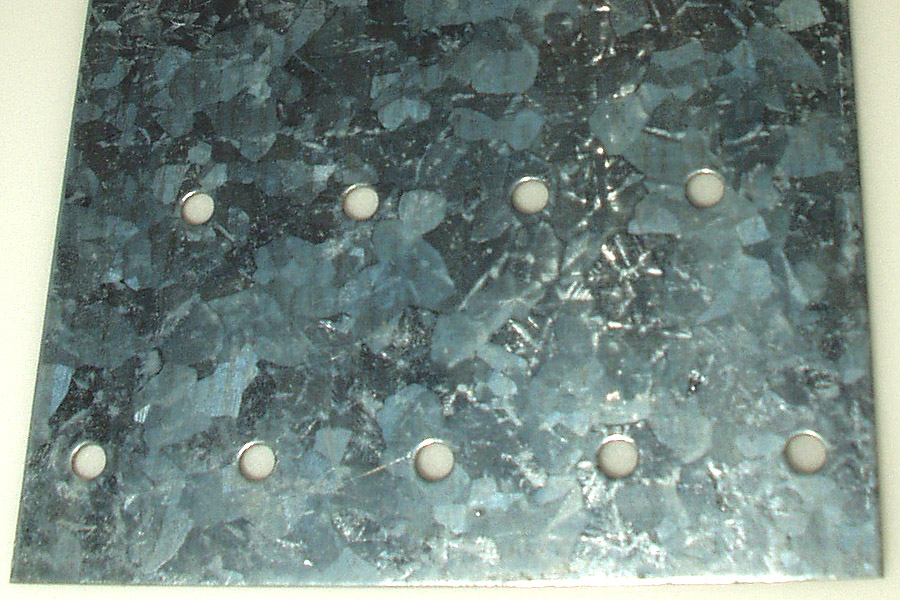
Thermisch verzinkte plaat

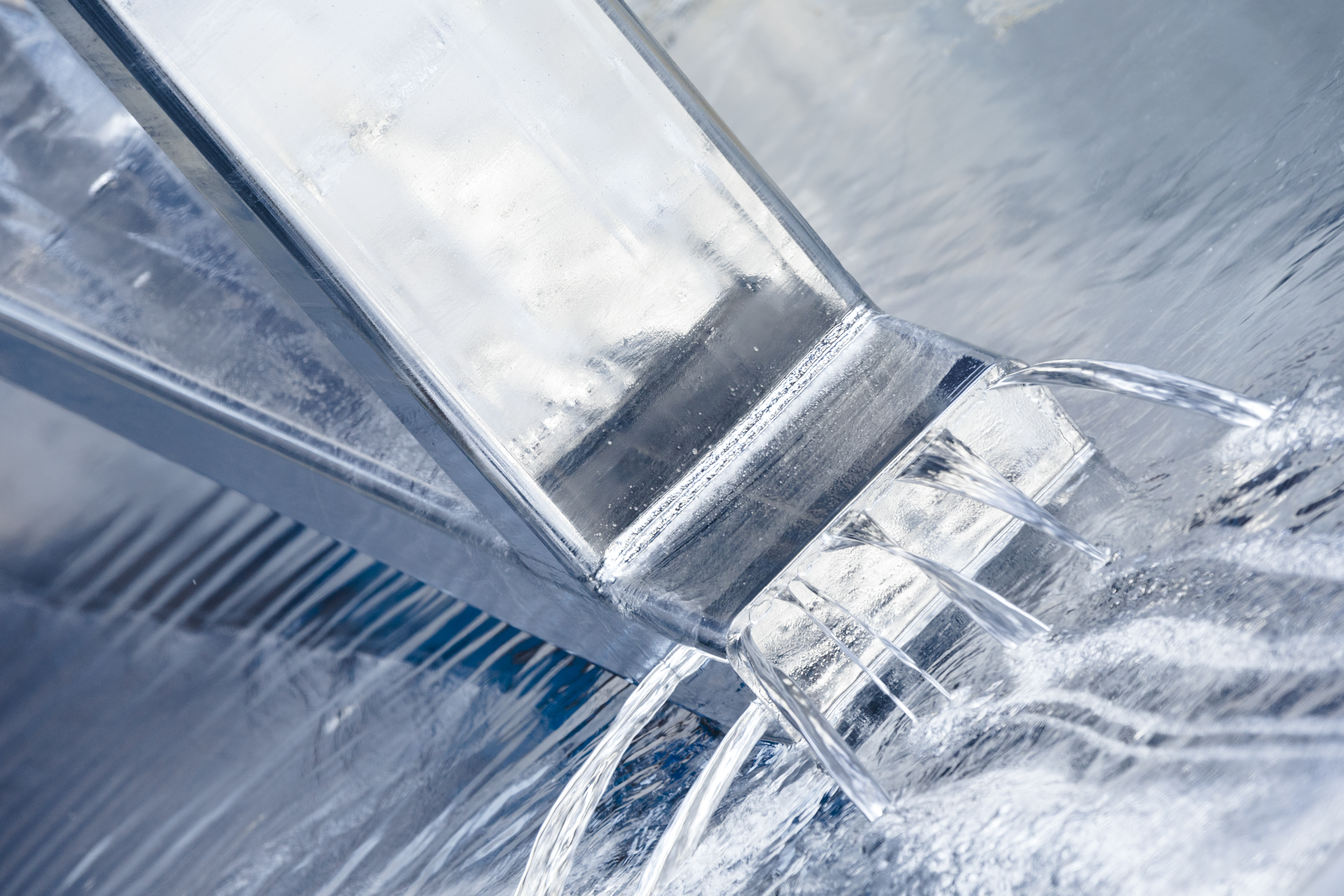
Thermisch verzinkte stalen balken

Thermisch verzinken is een veelgebruikte methode van verzinken, bedoeld om staal of ijzer te beschermen tegen corrosie. Het verzinken zorgt voor een beschermende laag van zink, die het metaal tegen corrosie beschermt. Wordt deze laag doorbroken, dan treedt het zink op als offeranode, zodat het ijzer door het zink beschermd wordt.

## Proces
Thermisch verzinken is een materiaalkundig proces. Tijdens het verzinkproces wordt ervoor gezorgd dat er een legering ontstaat tussen staal of ijzer en zink, met daaromheen vaak nog een laagje puur zink. Om tot die legering te komen, is een aantal voorbereidende stappen nodig. Eerst wordt het staal ontvet en vervolgens gebeitst (om alle oppervlakte-onzuiverheden te verwijderen).
Het ontvetten geschiedt over het algemeen met een hete, sterk alkalische oplossing; het beitsen dient om resten van ijzeroxide (FeO2 en Fe2O3) en roest (Fe2O3·H2O) te verwijderen; dit vindt plaats in zoutzuur. Hierbij is niet zozeer het zuurgehalte van belang, als wel de temperatuur en vooral de chlorideconcentratie en de aanwezigheid van een `inhibitor. IJzerchloride, dat ontstaat in het bad doordat de ijzeroxide en roest in oplossing gaan in het zoutzuur, is van nature een inhibitor: het voorkomt de aantasting van het ijzer door het zoutzuur. Vervolgens wordt het ondergedompeld in een vloeimiddel (flux), dat ervoor zorgt dat het vloeibare zink beter contact maakt met het ijzer. Dit kan op twee manieren: de "natte" methode, waarbij er een laag van de vloeistof op een afgesloten gedeelte van het zinkbad drijft waar het voorwerp eerst doorheen gehaald wordt, of de "droge" methode, waarbij het voorwerp eerst in contact komt met de flux, hetzij door onderdompelen hetzij door besproeien, het vervolgens in een oven gedroogd wordt en het ten slotte in het bad terechtkomt.
De flux is een mengsel van gesmolten zouten en water, dat drie functies heeft. Ten eerste verwijdert het eventuele overgebleven restjes ijzeroxide; daarbij voorkomt het de vorming van zinkoxidelagen op het oppervlak van het bad en last but not least zorgt het ervoor dat de vloeibare zink het ijzer beter bevochtigt. Meestal gaat het om het dubbelzout ZnCl2·2NH4Cl.
Ten slotte wordt het staal ondergedompeld in gesmolten zink met een temperatuur van ± 450 °C. Door de temperatuur ontstaat er een legering.

## Laagdikte
De laagdikte is afhankelijk van de staalsamenstelling, de materiaaldikte en de tijd in het zinkbad. Bij normaal constructiestaal wordt na het verzinken een laagdikte bereikt tussen 30 µm (staal van 2 mm) en 180 µm (staal van 20 mm). Dit zijn gangbare laagdiktes die afhankelijk van de omstandigheden kunnen variëren.
Volgens verzinknorm NEN-EN-ISO 1461, wordt voor binnenopstellingen een laagdikte van minimaal 20 μm voorgeschreven. Voor buitenopstellingen als hekwerken of masten voor hoogspanningsleidingen wordt een laagdikte van minimaal 70 μm verlangd. Deze dikte vormt een uitstekende hechtlaag voor verdere nabehandelingen als bedekken met poedercoating en verflagen.
Om bij het controleren of de aangebrachte zinklaag aan de gestelde eisen voldoet, conflicten te vermijden, zal in de bestekken en opdrachten naar het normblad NEN-EN-ISO 1461 moeten worden verwezen met vermelding van de verlangde laagdikte.
Voor het meten van de laagdikte zijn er enkele (digitale) meetapparaten in de handel. Erg handig is een staafmetertje, ter grootte van een balpen, in de kern waarvan een dun magneetstaafje is opgesloten, dat in evenwicht is met een spiraalveertje. Als het uitstekende magneetstaafje op een verzinkt oppervlak wordt gezet, kleeft het vast. De trekkracht om het staafje los te trekken, bepaalt de laagdikte. Hoe dikker de zinklaag is hoe kleiner de lostrekkracht zal zijn en omgekeerd, aangezien zink niet magnetisch is. Op een schaalverdeling weergegeven in μm’s, valt af te lezen welke laagdikte zink er aanwezig is.

## Legeringslagen
Tijdens het onderdompelen ontstaan er legeringslagen van de twee metalen in verschillende verhoudingen, naar buiten toe met een steeds lagere concentratie ijzer. De dikte en aanwezigheid van deze lagen is afhankelijk van de duur van het onderdompelen, maar nog meer van de temperatuur van het zinkbad. Hoe hoger de temperatuur en hoe langer het onderdompelen duurt, des te dikker de lagen.
Er worden zowel stalen als keramische verzinkbaden toegepast; in de stalen baden kan de temperatuur niet verder oplopen dan tot 480 °C. De verblijfsduur van de te verzinken stalen objecten in het gesmolten zink is afhankelijk van de dikte van de objecten. Het staal moet eerst de temperatuur van het zinkbad aannemen, daarna zal het legeringsproces beginnen. Als vuistregel geldt: hoe dikker het stalen object, des te langer de verblijfsduur. De verblijfsduur kan derhalve variëren van minder dan een minuut tot ongeveer een kwartier.
Na het onderdompelen wordt het voorwerp met een constante snelheid uit het bad getrokken, de legeringslagen worden afgedekt met een laagje puur zink. Deze laag wordt dikker naarmate men het voorwerp sneller uit het bad trekt, omdat het dan nog vloeibare zink minder tijd krijgt om af te vloeien. Is de laag wat dunner en koelt ze slechts langzaam af, bijvoorbeeld doordat het ijzeren of stalen voorwerp een grote dikte heeft, dan kan de legeringslaag "doorgroeien" in het pure zink zodat er alleen maar een extra dikke legeringslaag overblijft. Voorts wordt de uithaalsnelheid beïnvloed door de vorm van de objecten: holle objecten worden langzaam uitgehaald zodat zij kunnen leeglopen.
Ten slotte kan het voorwerp nog gekoeld worden, door het in gedestilleerd water onder te dompelen of in een luchtstroom te brengen. Meestentijds zal men de verzinkte objecten laten afkoelen aan de lucht, geforceerd koelen brengt het risico van vervormingen met zich mee, zeker als de objecten zijn gemaakt van dun staal.

## Toepassingen
De toepassingen zijn zeer divers. Het grootste tonnage wordt gehaald in de staalbouw (hangarbouw, bruggenbouw, infrastructuurwerken). In België bestaan er baden die stukken tot een lengte van meer dan 20 meter kunnen verzinken.
Vroeger waren verzinkerijen van verre herkenbaar aan de witte nevel die eromheen hing. Dit waren dampen van de flux die schadelijk zijn voor het milieu. Tegenwoordig worden het milieu en de medewerkers beschermd door afzuiginstallaties.

## Voordelen
- Er vormt zich een dikke legeringslaag die de hechting tussen het ijzer en het zink bevordert;
- Hoge weerstand tegen slijtage (De beschermende zinklaag verbindt zich tijdens het verzinkproces chemisch met het staal, zodat de laag buitengewoon sterk met het staaloppervlak wordt verbonden);
- Onderroestvorming treedt niet op, zodat men nooit wordt verrast door plotseling opkomende roestplekken;
- Er kunnen moeiteloos zeer dikke lagen (50-200 µm) worden verkregen;
- Langs randen en punten, waar voorwerpen over het algemeen extra gevoelig zijn voor corrosie, is de zinklaag dikker;
- Kathodische bescherming (Bij krassen en kleine beschadigingen geen roestvorming), omdat zink elektronegatief is ten opzichte van ijzer);
- Holle producten worden ook inwendig door een zinklaag bedekt;
- Langdurig corrosie bestendig;
- Meestal geen nabehandeling nodig.

## Nadelen
- Kans op vervorming van dun materiaal (< 5 mm);
- Legeringslaag is hard en bros, dus moeilijk na te bewerken;
- De laagdikte afhankelijk van dikte van het materiaal (hoe dikker het materiaal, hoe dikker de laag);
- Het ontstaan van zinkdruppels aan de randen (na het afkoelen handmatig te verwijderen);
- Kleurverschillen bij verschillende materialen (afhankelijk van het siliciumgehalte);
- Nabehandeling schroefdraad.

## Bruikbaarheid
Door deze eigenschappen is het thermisch verzinken vooral geschikt voor stalen of ijzeren eindproducten waar in het geheel geen bewerking meer aan hoeft te worden gedaan, behalve misschien het aandraaien van een schroef.

## Variaties op het proces
Het proces kan op uiteenlopende wijzen aangepast worden aan specifieke omstandigheden.
Het zink bevat gewoonlijk een beetje aluminium, waarvan het gehalte binnen bepaalde marges kan worden gevarieerd. Vanaf een aandeel van 0,02% merkt men de gunstige invloeden van het metaal: het gesmolten zink vloeit bij het ophalen beter van het voorwerp af zodat zich een gladdere laag vormt en doordat aluminium een lagere dichtheid heeft dan zink, vormt zich een laagje aluminiumoxide op het oppervlak van het bad dat de vorming van zinkoxide (zinkas) tegengaat.
Verhoogt men het gehalte, dan nemen niet alleen positieve effecten toe. Het vermindert de inwerking van het gesmolten zink op het ijzer, waardoor een dunnere legeringslaag ontstaat. Het vermindert ook het optreden van vlammen, de grote kristallen die men zich vaak op brandtrappen ziet aftekenen, terwijl men dat in sommige gevallen juist mooi vindt. Om hiervoor te compenseren wordt wel tin of antimoon toegevoegd.
Afwijkingen in de samenstelling van staal kunnen ook van grote invloed zijn. Zo heeft een koolstofgehalte van meer dan 0,2% tot gevolg dat het zink en het ijzer zo snel reageren dat de legeringslagen vrijwel altijd doorgroeien in de pure zinklaag. Voor de bescherming van het ijzer maakt dit niet zoveel uit, maar het geeft een dof donkergrijs oppervlak dat men meestal niet mooi vindt.
Silicium heeft een nog sterkere invloed, die zich al doet gelden vanaf een gehalte van 0,04%. Vanaf hier treedt het zogenaamde Sandelin-effect in werking, waarbij de doorgroeisnelheid van de legeringslagen explosief stijgt en daarna al net zo snel weer daalt, zodat bij 0,12% het effect maar nauwelijks is gestegen ten opzichte van de toestand bij 0,04%. Bij 0,23% begint het effect weer sterker toe te nemen, maar ditmaal volgens de lijn der verwachting.
Aluminium in het zinkbad heeft een tegenovergestelde werking aan silicium in het staal, vooral in het bereik van het Sandelin-effect. Voor de bestrijding van dit fenomeen kan ook nog nikkel aan het zinkbad worden toegevoegd.